# Wilson Carlos Mano
Wilson Carlos Mano, kurz Wilson Mano (geboren am 23. Mai 1964 in Auriflama, Brasilien) ist ein ehemaliger brasilianischer Fußballspieler.

## Karriere
Der 1,81 Meter große Mittelfeldspieler begann seine Karriere 1981 beim Verein EC XV de Novembro. Nach fünf Jahren wechselte  er zum Verein Corinthians São Paulo. Sein Debüt gab er am 31. August 1986 beim 3:0-Sieg gegen den Verein Goiás EC. Sein Höhepunkt war die Teilnahme bei der Staatsmeisterschaft von São Paulo 1988. Von 1992 bis 1996 war er bei weiteren Vereinen unter anderem Corinthians São Paulo und EC Bahia unter Vertrag. Neben den beiden genannten Verträge war er bei den Vereinen Júbilo Iwata, Shonan Bellmare, noch einmal beim Verein XV de Novemvro und zum Abschluss seiner Karriere beim Verein Fortaleza EC.

## Erfolge
Corinthians São Paulo
- Staatsmeisterschaft von São Paulo: 1988
- Campeonato Brasileiro de Futebol: 1990
- Copa Bandeirantes: 1994